# Canton de Saint-Mamert-du-Gard
Le canton de Saint-Mamert-du-Gard est une ancienne division administrative du département du Gard, dans l’arrondissement de Nîmes.

## Composition
| Nom                              | Code Insee | Intercommunalité        | Superficie (km2) | Population (dernière pop. légale) | Densité (hab./km2) |
| -------------------------------- | ---------- | ----------------------- | ---------------- | --------------------------------- | ------------------ |
| Saint-Mamert-du-Gard (chef-lieu) | 30281      | CA Nîmes Métropole      | 14,35            | 1 600 (2014)                      | 111                |
| Caveirac                         | 30075      | CA Nîmes Métropole      | 15,20            | 3 923 (2014)                      | 258                |
| Clarensac                        | 30082      | CA Nîmes Métropole      | 14,49            | 4 225 (2014)                      | 292                |
| Crespian                         | 30098      | CC du Pays de Sommières | 7,91             | 367 (2014)                        | 46                 |
| Combas                           | 30088      | CC du Pays de Sommières | 16,04            | 611 (2014)                        | 38                 |
| Fons                             | 30112      | CA Nîmes Métropole      | 9,28             | 1 347 (2014)                      | 145                |
| Gajan                            | 30122      | CA Nîmes Métropole      | 10,91            | 695 (2014)                        | 64                 |
| Montagnac                        | 30354      | CA Nîmes Métropole      | 8,68             | 233 (2014)                        | 27                 |
| Montmirat                        | 30181      | CC du Pays de Sommières | 9,52             | 405 (2014)                        | 43                 |
| Montpezat                        | 30182      | CC du Pays de Sommières | 11,98            | 1 053 (2014)                      | 88                 |
| Moulézan                         | 30183      | CA Nîmes Métropole      | 11,39            | 636 (2014)                        | 56                 |
| Parignargues                     | 30193      | CC du Pays de Sommières | 11,01            | 550 (2014)                        | 50                 |
| Saint-Bauzély                    | 30233      | CA Nîmes Métropole      | 5,00             | 578 (2014)                        | 116                |
| Saint-Côme-et-Maruéjols          | 30245      | CA Nîmes Métropole      | 13,01            | 765 (2014)                        | 59                 |

## Administration

### Conseillers d'arrondissement
| Période | Période | Identité                 | Étiquette   | Qualité |
| ------- | ------- | ------------------------ | ----------- | --- |
| 1833    | 1839    | Paul Dumény (1801-1880)  |             | Médecin à Clarensac                                                                                         |
| 1839    | 1877    | Jean Moutet              | Républicain | Maire de Saint-Beauzély                                                                                     |
| 1877    | 1880    | Louis Guérin (1849-1908) | Républicain | Manufacturier, propriétaire à Parignargues                                                                  |
| 1880    | 1886    | Alexandre Dumény         |             | Propriétaire, cultivateur à Clarensac                                                                       |
| 1886    | 1898    | Albin Moutet             | Républicain | Propriétaire cultivateur à Saint-Beauzély,                                                                  |
| 1898    | 1913    | Raoul Moutet             | Radical     | Maire de Fons-outre-Gardon                                                                                  |
| 1913    | 1919    | Paul Brunel              | SFIO        | Propriétaire à Clarensac                                                                                    |
| 1919    | 1931    | Raoul Moutet             | Républicain | Juge de paix à Saint-Mamert, ancien maire de Fons-outre-Gardon                                              |
| 1931    | 1937    | Louis Coste              | SFIO        | Propriétaire, maire de Caveirac                                                                             |
| 1937    | 1940    | Julien Fabre             | SFIO        | Cultivateur, maire de Gajan                                                                                 |
| 1940    |         |                          |             | Les conseils d'arrondissement ont été suspendus par la loi du 12 octobre 1940 et n'ont jamais été réactivés |

### Juges de paix
| Période | Période | Identité           | Fonction précédente                   | Observation |
| ------- | ------- | ------------------ | ------------------------------------- | ----------- |
| 1822    | 1828    | Jean Cassagnes     |                                       | -           |
| 1828    | 1830    | Joseph Siméon      | Juge de paix du canton d'Arles-Est    | -           |
| 1830    | 1840    | Chambon-Larouvière |                                       | -           |
| 1840    | 1847    | Jean Cassagnes     | Juge de paix du canton de Nîmes-1     | -           |
| 1847    | 1848    | Jean-Louis Auquier |                                       | -           |
| 1848    | 1850    | Adrien Gaussen     |                                       | -           |
| 1850    | 1859    | Louis Maigron      |                                       | -           |
| 1859    | 1868    | Espagnac           |                                       | -           |
| 1868    | 1870    | Alfred Gautier     |                                       | -           |
| 1870    | 1873    | Louis Broussous    | Ingénieur des Travaux publics         | -           |
| 1873    | 1878    | Louis Bénézet      | Juge de paix du canton de Saulx       | -           |
| 1878    | 1880    | Paul Reilhe        | Juge de paix du canton de Largentière | -           |
| 1880    | 1901    | Samuel Auquier     | Notaire à Clarensac                   | -           |
| 1901    | 1917    | Galary             | Juge de paix du canton du Lauzet      | -           |
| 1917    | 1942    | Raoul Moutet       | Juge de paix du canton de Nasbinals   | -           |

### Conseillers généraux
| Période       | Période      | Identité                                       | Étiquette            | Qualité |
| ------------- | ------------ | ---------------------------------------------- | -------------------- | --- |
| 1834          | 1837 (décès) | Samuel Vincent                                 |                      | Pasteur de l'église réformée Président du consistoire protestant, Nîmes (originaire de Gajan)                          |
| 1838          | 1852         | Paul Dumény                                    | Républicain          | Docteur-médecin, maire de Clarensac                                                                                    |
| 1852          | 1870         | Henri Coste                                    |                      | Avocat puis conseiller à la Cour Impériale de Nîmes                                                                    |
| 1870          | 1886         | Louis Perrier                                  | Républicain          | Docteur en médecine à Nîmes                                                                                            |
| 1886          | 1895         | Louis Guérin                                   | Républicain          | Industriel à Saint-Mamert-du-Gard, ancien conseiller d'arrondissement                                                  |
| 1895          | 1904         | Marcel Bessière                                | Rad.                 | Avocat |
| 1904          | 1910         | Albert Delon                                   | Socialiste puis SFIO | Médecin |
| 1910          | 1934         | Pierre Josias Couton (1855-1942)               | Rad.                 | Notaire, juge de paix, maire de Clarensac                                                                              |
| 1934          | 1940         | Charles Couton (1884-1964 - fils du précédent) | Rad.                 | Notaire Maire de Clarensac Nommé membre de la Commission administrative départementale en 1941                         |
|               |              |                                                |                      | |
| 1942          | 1945         | Ernest Servière                                |                      | Président de la délégation spéciale de Caveirac Nommé conseiller départemental en 1942                                 |
|               |              |                                                |                      | |
| 1945          | 1948 (décès) | Roger Brunel                                   | SFIO                 | Maire de Parignargues                                                                                                  |
| 11 avril 1948 | 1979         | Lucien Guiraud (1904-1989)                     | SFIO puis PS         | Cultivateur, maire de Crespian                                                                                         |
| 1979          | 1992         | Léopold Dumas                                  | PS                   | Viticulteur à Fons-outre-Gardon Vice-président du Conseil Général                                                      |
| 1992          | 2015         | William Dumas (fils du précédent)              | PS                   | Cadre de banque Suppléant du député Damien Alary (1997-2004) Député (2004-2017) Maire de Fons-outre-Gardon (2001-2008) |

## Illustrations

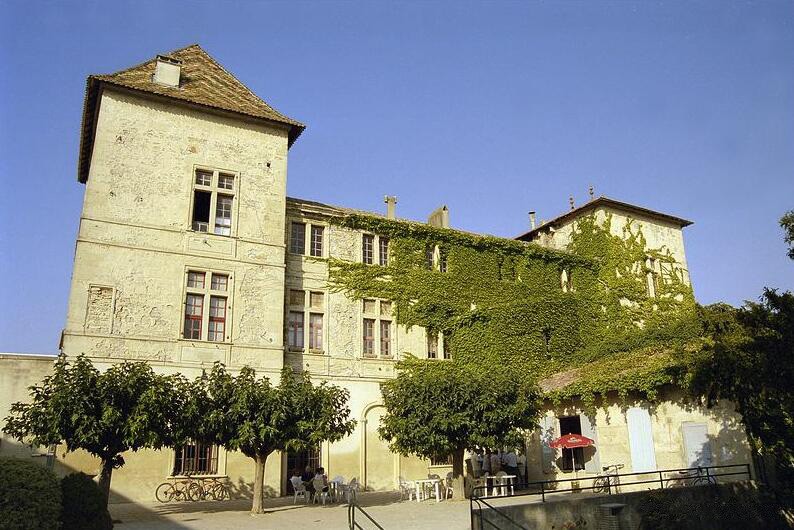
Le château de Caveirac
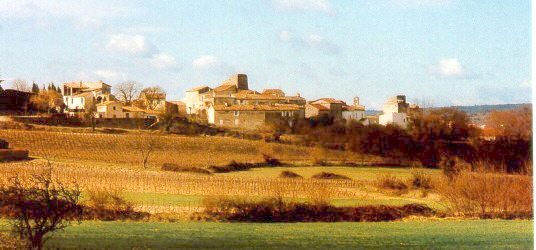
Le village de Gajan

## Démographie
| 1962  | 1968  | 1975  | 1982  | 1990  | 1999   | 2006   | 2011   | 2012   |
| ----- | ----- | ----- | ----- | ----- | ------ | ------ | ------ | ------ |
| 4 423 | 4 401 | 5 110 | 7 636 | 9 829 | 12 012 | 14 302 | 16 355 | 16 578 |